# Joannes Meyssens
Joannes Meyssens, né à Bruxelles le 17 mai 1612 et mort à Anvers le 18 septembre 1670, est un peintre, graveur, éditeur flamand.

## Biographie
Il est né à Bruxelles mais accompagne très jeune ses parents qui déménagent à Anvers.
Il devient dans ce centre culturel important membre de la guilde de Saint-Luc en 1640.
Il se marie avec Anna Jacobs (morte en 1678), avec qui il a un fils, Cornelis, qui deviendra également un graveur.

## Œuvre
Il eut du succès en collaborant avec d'autres peintres et graveurs, et est surtout remarquable pour son ouvrage Image de divers hommes desprit sublime qui par leur art et science deburouent vivre eternellement et des quels la lovange et renommée faict estonner le monde (sic), publié in 1649. Cet ouvrage, qui contient les portraits gravés de nombreux hommes célèbres, dont des peintres, fut utilisé à de nombreuses reprises comme source par les historiens de l'art et en particulier Cornelis de Bie dans son Het Gulden Cabinet (Anvers, 1662), qui écrivit d'ailleurs cet ouvrage à l'instigation de Meyssens.
Il influença Theodoor van Merlen.